# Президентские выборы в Кыргызстане (1991)
Президентские выборы в Киргизии прошли 12 октября 1991 года. В избирательные бюллетени было включено имя Аскара Акаева с вопросом о подтверждении его избрания президентом, ответами «За» и «Против». В итоге действующий президент победил с результатом 95,33 % голосов избирателей.

## Предыстория
27 октября 1990 года Аскар Акаев был избран президентом Киргизии Верховным Советом республики, набрав во втором туре 179 голосов, в то время как для победы требовалось 175.
После объявления о независимости Кыргызстана от СССР 31 августа 1991 года, Жогорку Кенеш принял закон «О выборах Президента Кыргызской Республики», в соответствии с которым 12 октября 1991 года был назначен днём выборов президента уже независимой республики. Так как Аскар Акаев уже был избран Верховным Советом в 1990 году, в соответствии с новыми политическими условиями, президент должен был подтвердить свои полномочия в ходе всенародного голосования.
Как и ожидалось, единственным кандидатом на выборах стал действующий президент Аскар Акаев, выдвигавшийся в отличие от предыдущих выборов не от Коммунистической партии республики, а в качестве беспартийного независимого кандидата.

## Результаты
Явка избирателей на выборах составила 89,03 %. По итогам выборов, за президентство Аскара Акаева проголосовало 95,33 % избирателей, против проголосовало 4,63 % избирателей.
| Кандидаты                                                                               | Партия                            | Голоса    | %     |
| --------------------------------------------------------------------------------------- | --------------------------------- | --------- | ----- |
| Аскар Акаев                                                                             | Независимый                       | 1 968 781 | 95,33 |
| Против                                                                                  | Против                            | 95 702    | 4,63  |
| Недействительных бюллетеней                                                             | Недействительных бюллетеней       | 1098      | 0,05  |
| Всего                                                                                   | Всего                             | 2 065 318 | 100   |
| Зарегистрировано избирателей/явка                                                       | Зарегистрировано избирателей/явка | 2 319 780 | 89,03 |
| Источники: Nohlen et al., АКИРress Архивная копия от 19 декабря 2016 на Wayback Machine |                                   |           |       |

### Результаты по регионам
| Регион                                                       | Явка (в %) | За Акаева | За Акаева | Против Акаева | Против Акаева | Испорченные бюллетени | Испорченные бюллетени |
| Регион                                                       | Явка (в %) | Голосов   | %         | Голосов       | %             | Голосов               | %                     |
| ------------------------------------------------------------ | ---------- | --------- | --------- | ------------- | ------------- | --------------------- | --------------------- |
| Бишкек                                                       | 73,01 %    | 269 686   | 92,97 %   | 19 645        | 6,77 %        | 216                   | 0,08 %                |
| Джалал-Абадская область                                      | 95,40 %    | 340 777   | 96,09 %   | 13 805        | 3,89 %        | 183                   | 0,05 %                |
| Иссык-Кульская область                                       | 87,37 %    | 183 463   | 96,00 %   | 7 549         | 3,95 %        | 87                    | 0,05 %                |
| Нарынская область                                            | 97,62 %    | 119 562   | 99,31 %   | 797           | 0,66 %        | 40                    | 0,03 %                |
| Ошская область                                               | 96,01 %    | 581 158   | 95,74 %   | 25 695        | 4,23 %        | 183                   | 0,03 %                |
| Таласская область                                            | 92,38 %    | 90 330    | 98,46 %   | 1 400         | 1,53 %        | 13                    | 0,01 %                |
| Чуйская область                                              | 86,00 %    | 383 605   | 93,50 %   | 26 311        | 6,41 %        | 376                   | 0,09 %                |
| Источник: Elections in Asia: A data handbook, Volume I, p449 |            |           |           |               |               |                       |                       |